# 阿达纳大清真寺
阿达纳大清真寺（土耳其語：Ulu Cami）是土耳其阿达纳的一座16世纪清真寺，连同伊斯兰学校和陵墓，共同构成了一个综合体（库里耶）。这些建筑位于Kızılay街，紧挨着拉马扎诺奥卢大厅（Ramazanoğlu Hall）。

## 历史
大清真寺的修建始于1513年，由拉马扎诺奥卢·哈利尔·贝伊（Ramazanoğlu Halil Bey）开始，1541年由他的儿子兼继任者皮里·迈赫迈特·帕尼亚（Piri Mehmet Paşa）完成。450年来，直到1998年萨班哲中央清真寺（Sabancı Merkez Camii）建成，大清真寺一直是阿达纳最大的清真寺。它在1998年地震中受损，于2004年完成了修复工作。

## 清真寺
大清真寺总体上是矩形平面，尺寸为34.5 x 32.5 米。庭院从西侧和东侧的大门进入。庭院的北段由木柱支撑的木质屋顶覆盖，因此可以作为祈祷大厅的延伸，可以作为夏季的室外祈祷区域。在庭院的东端，正厅一侧的入口，黑白大理石装饰。
叫拜楼位于庭院东侧入口附近，有一个带顶阳台。叫拜楼的外墙装饰以两种不同颜色的石头。

## 伊斯兰学校
伊斯兰学校位于清真寺的东侧，

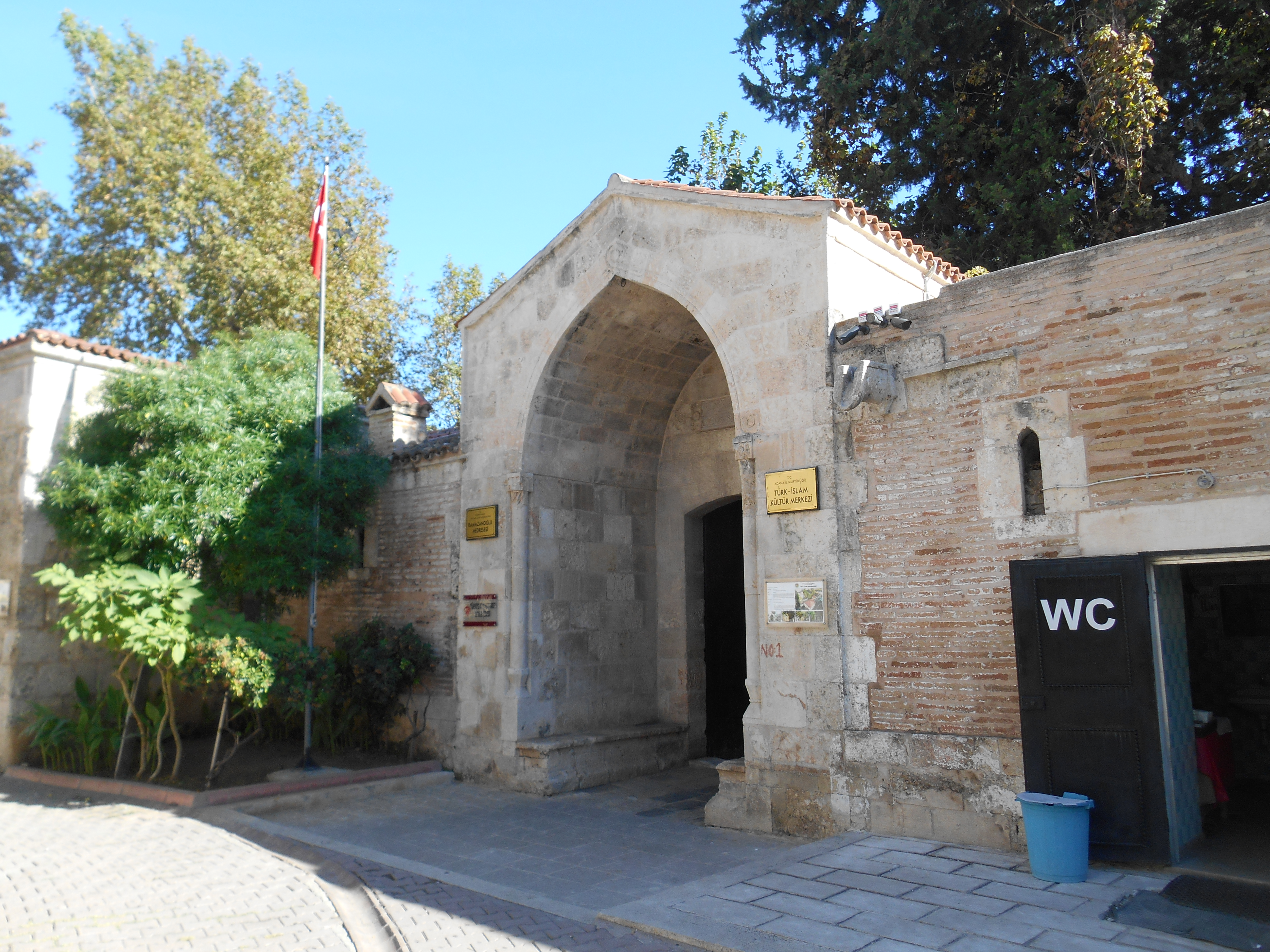
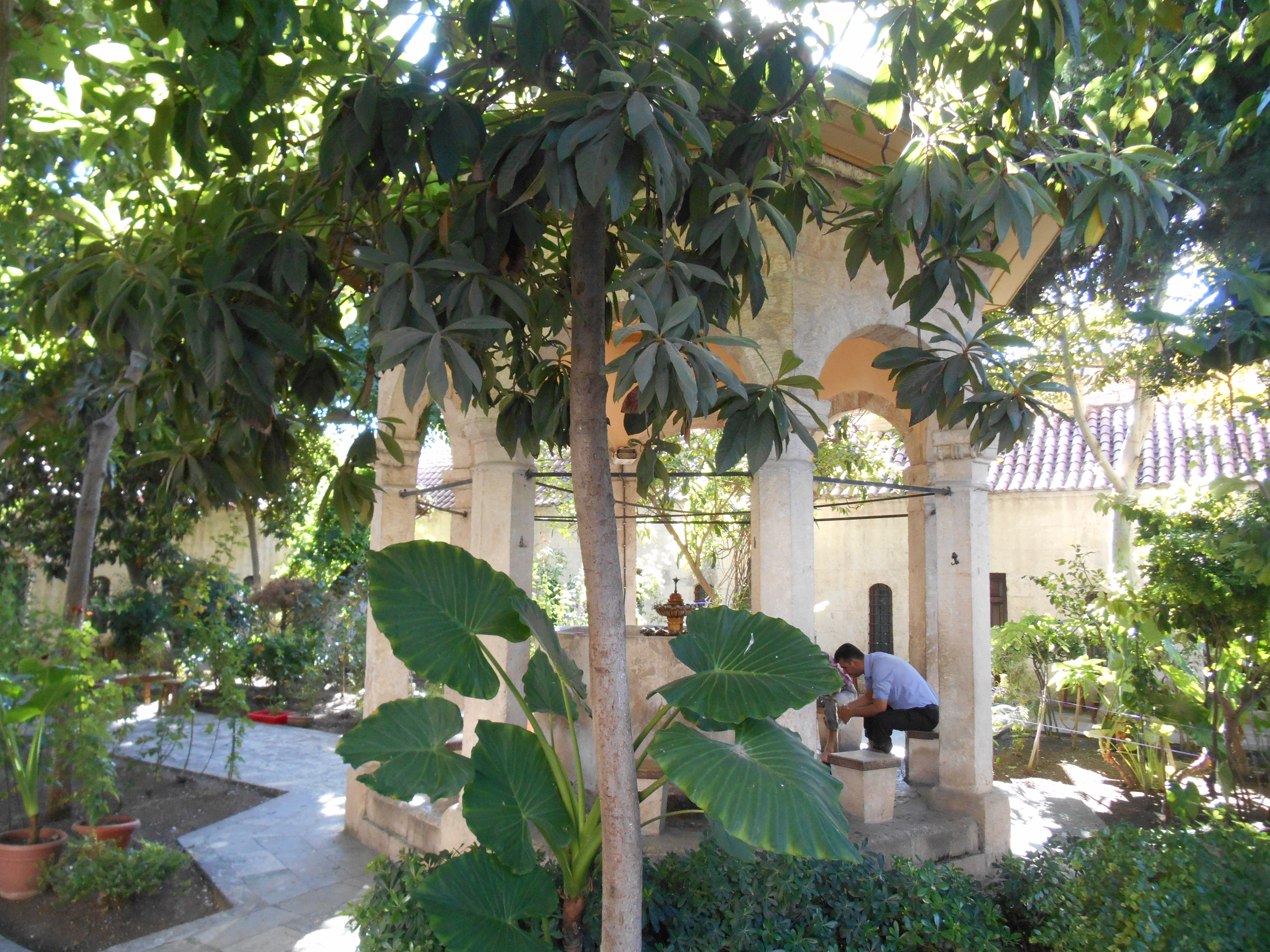
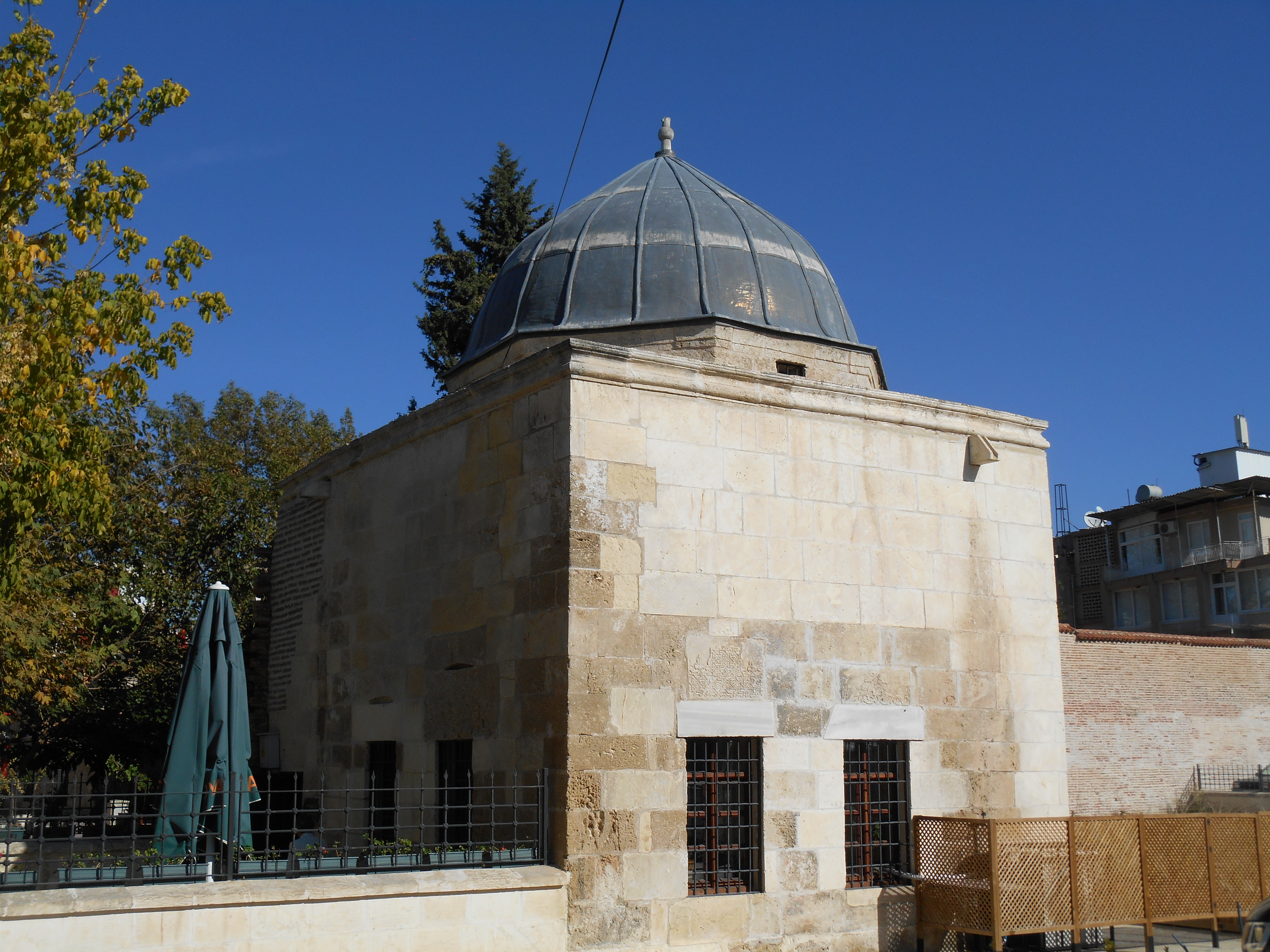
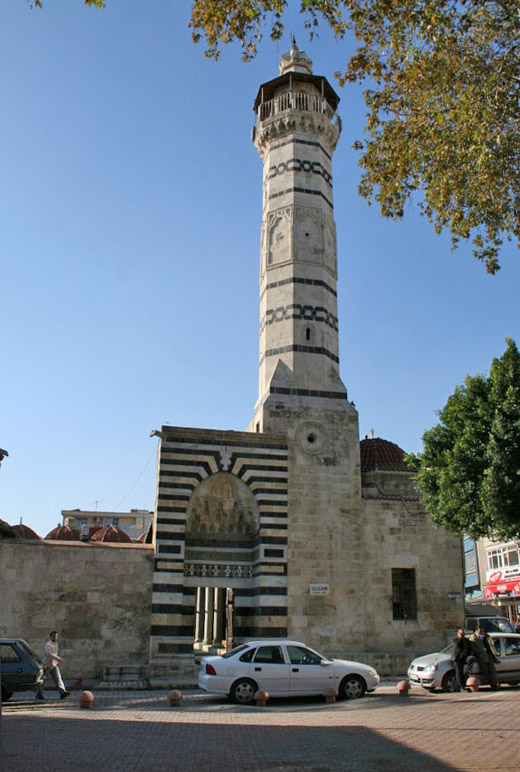
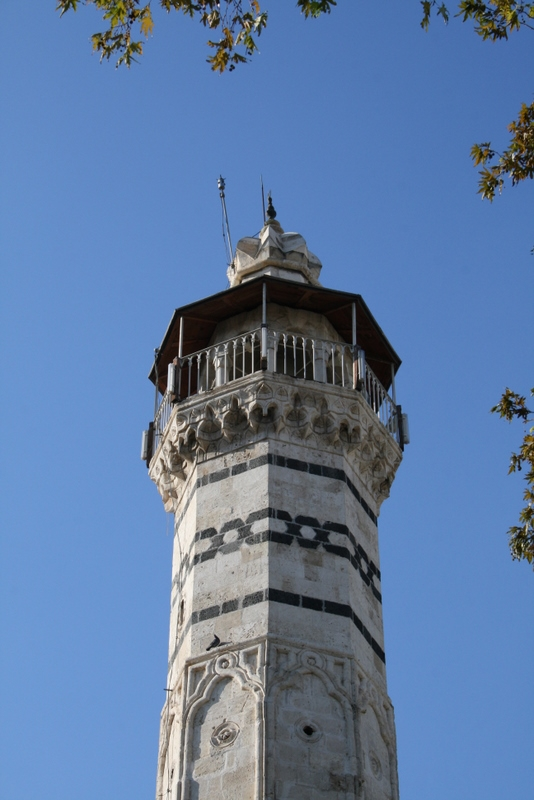
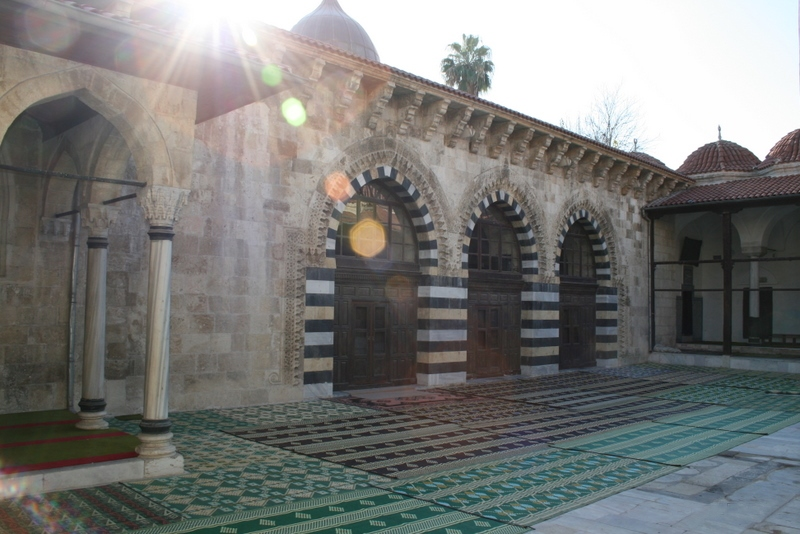
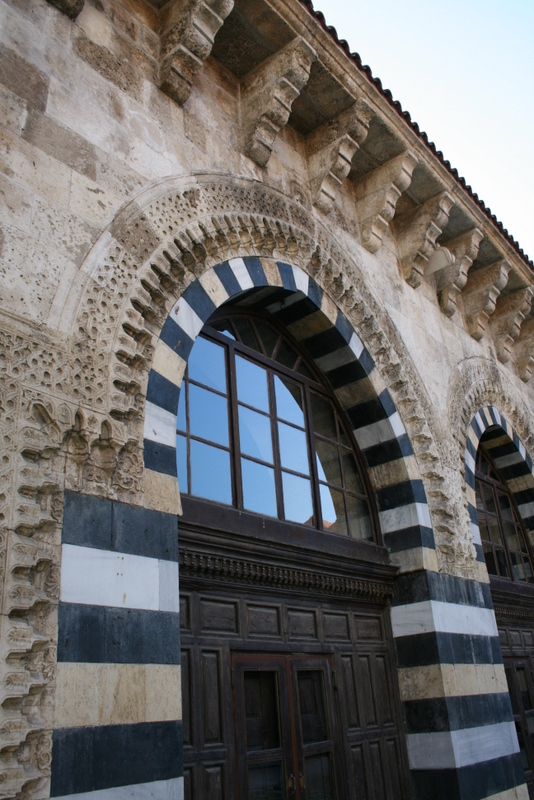
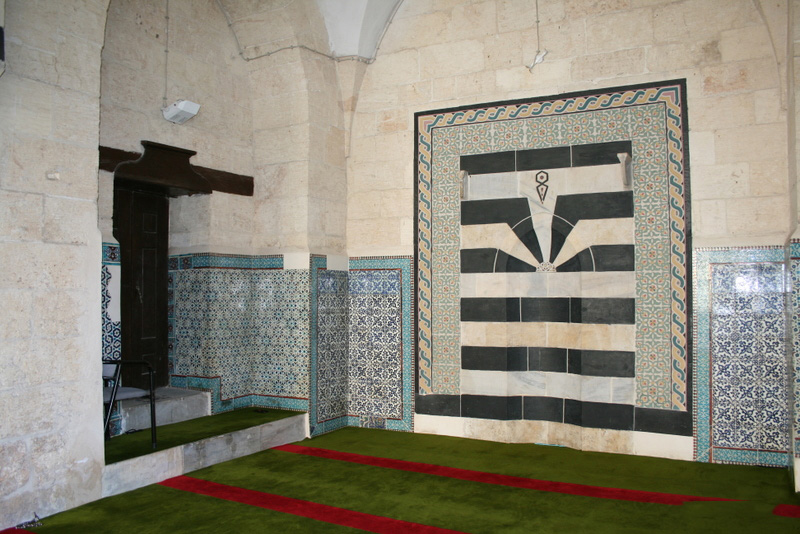
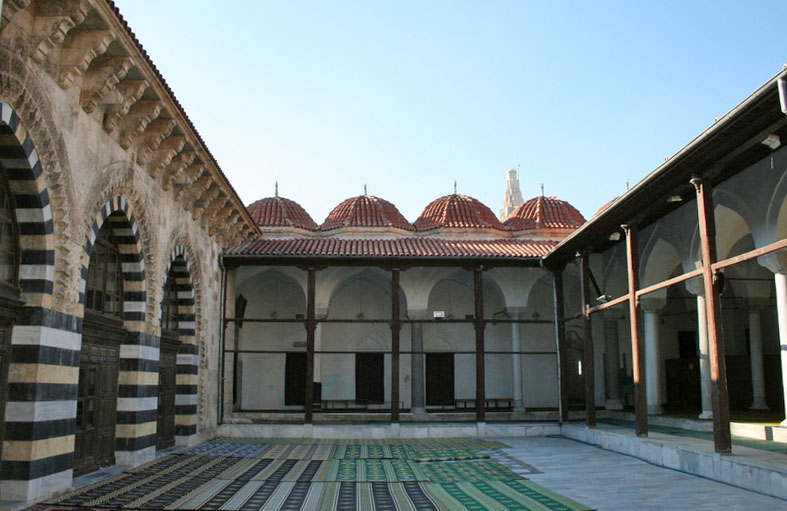
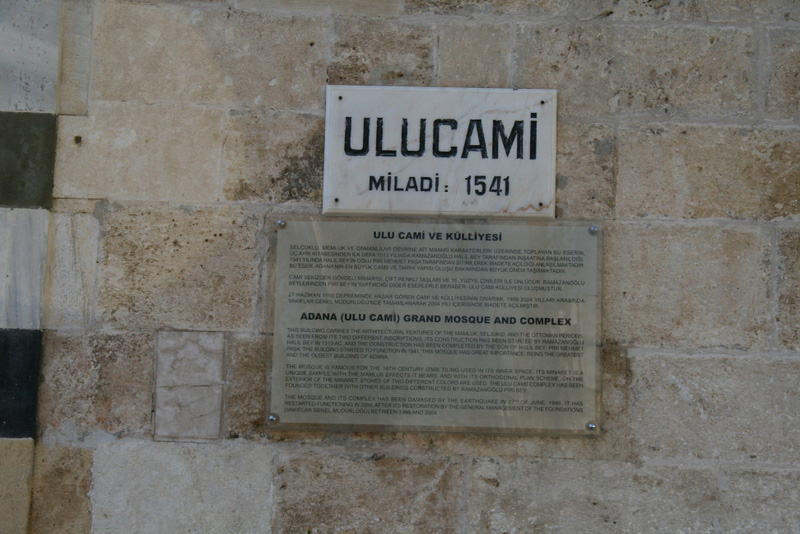
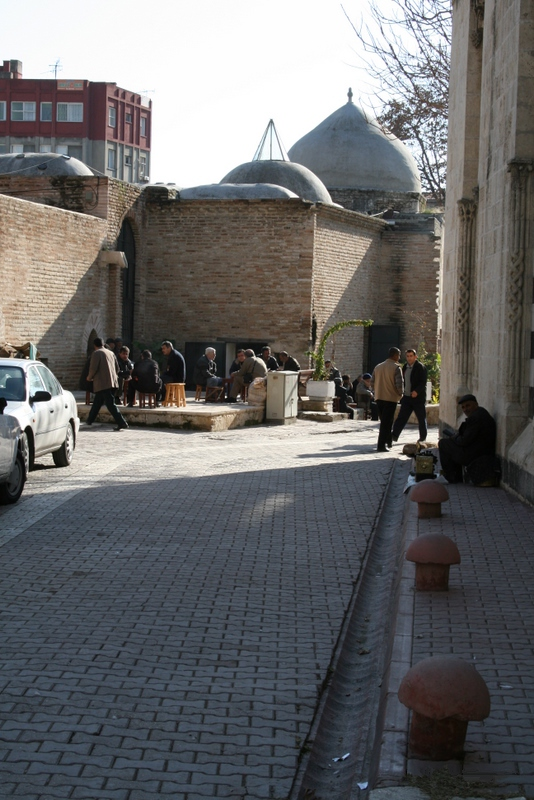
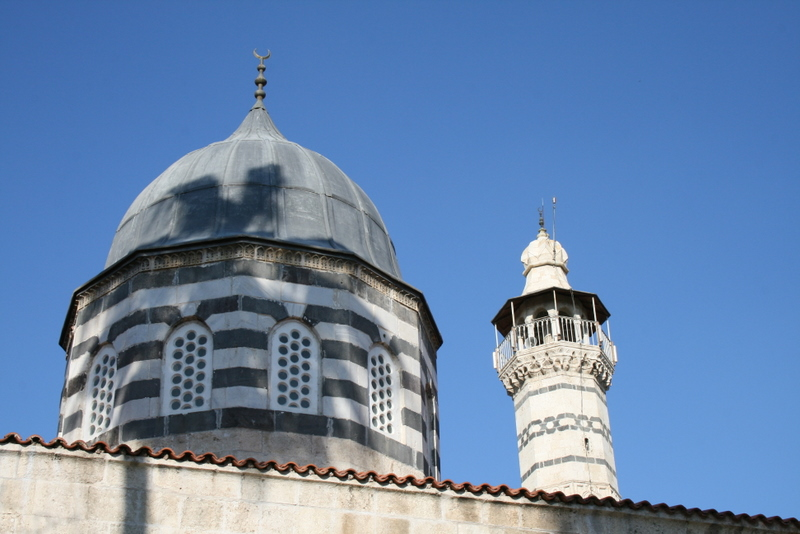
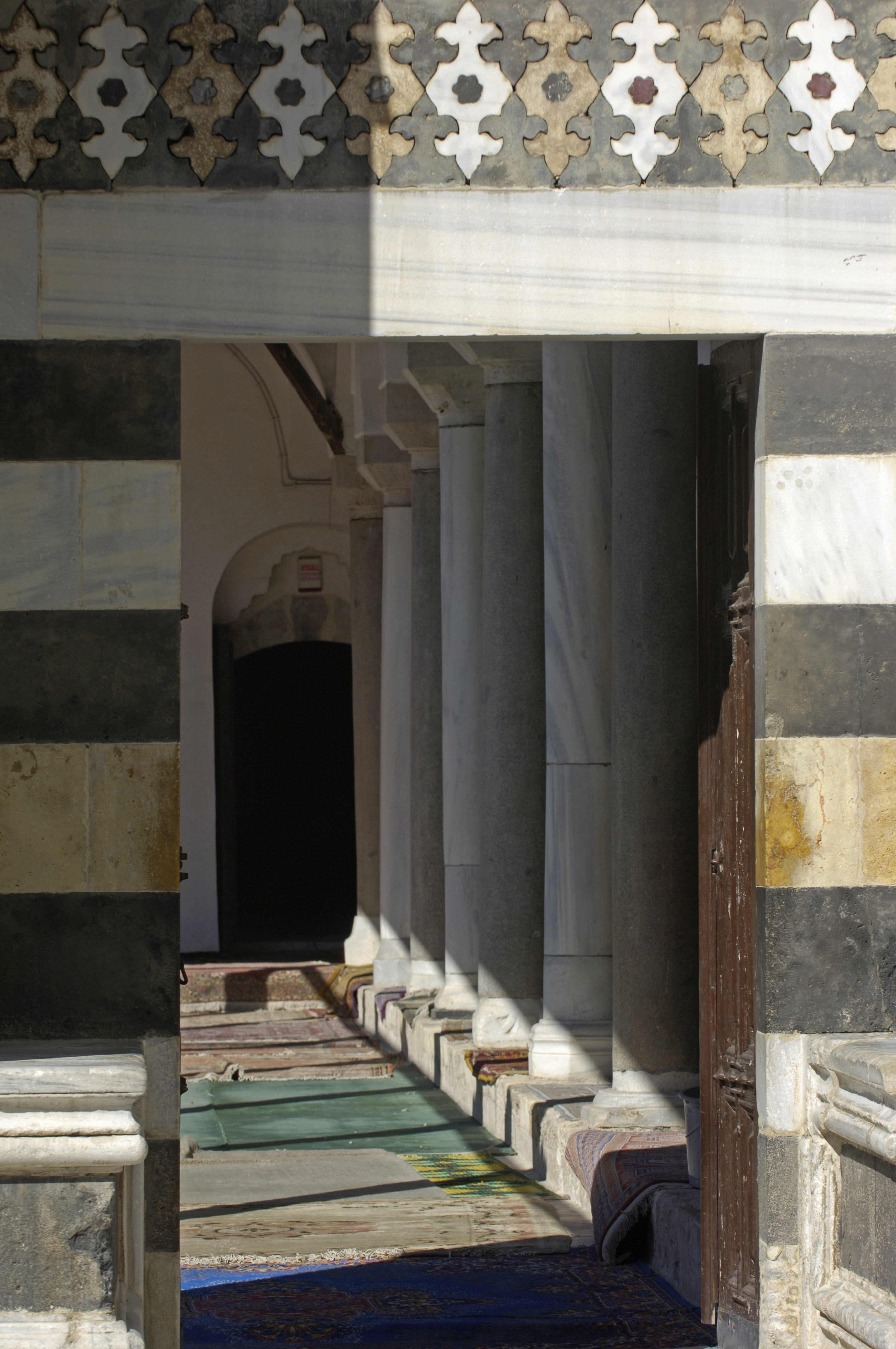
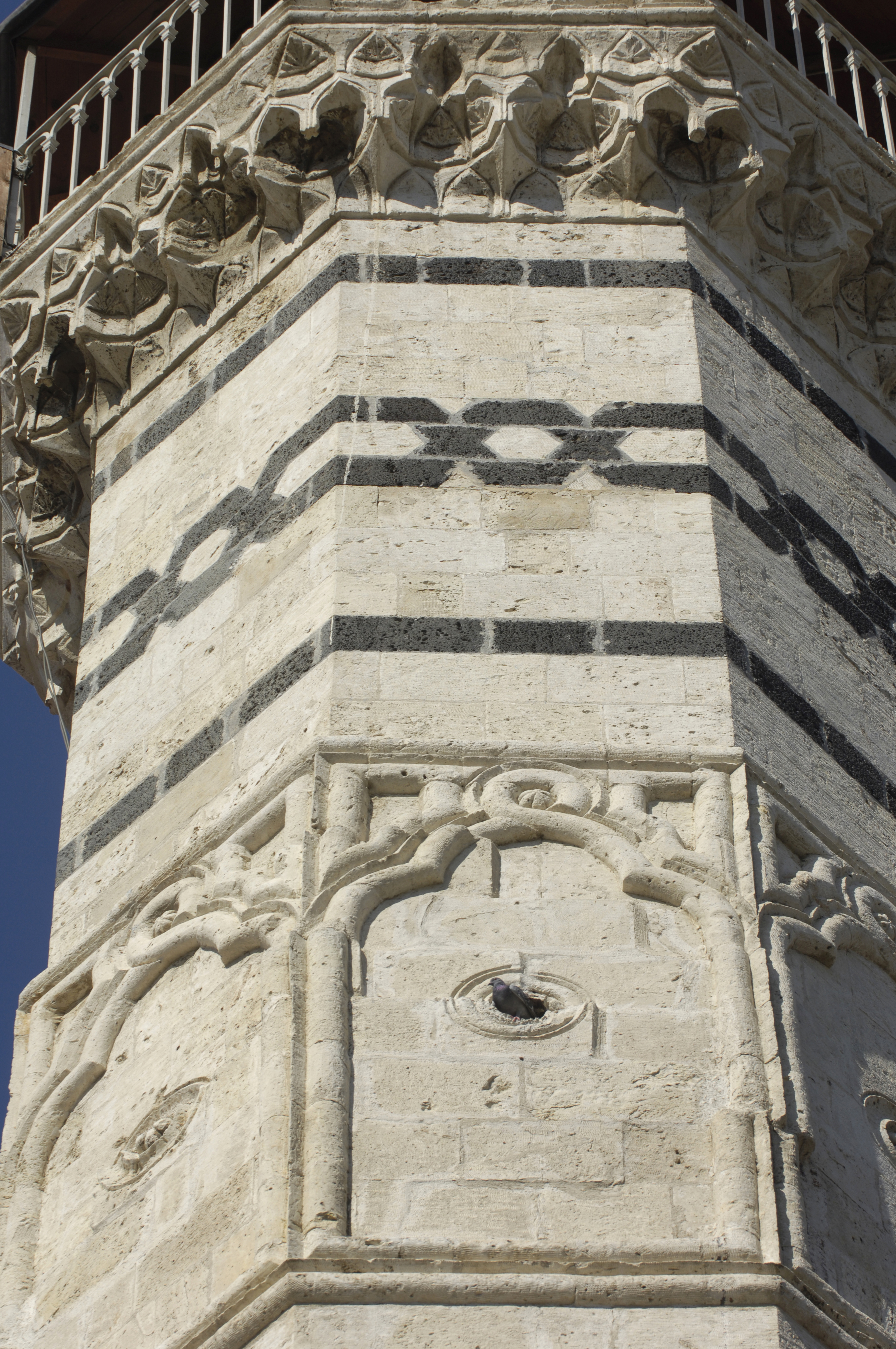
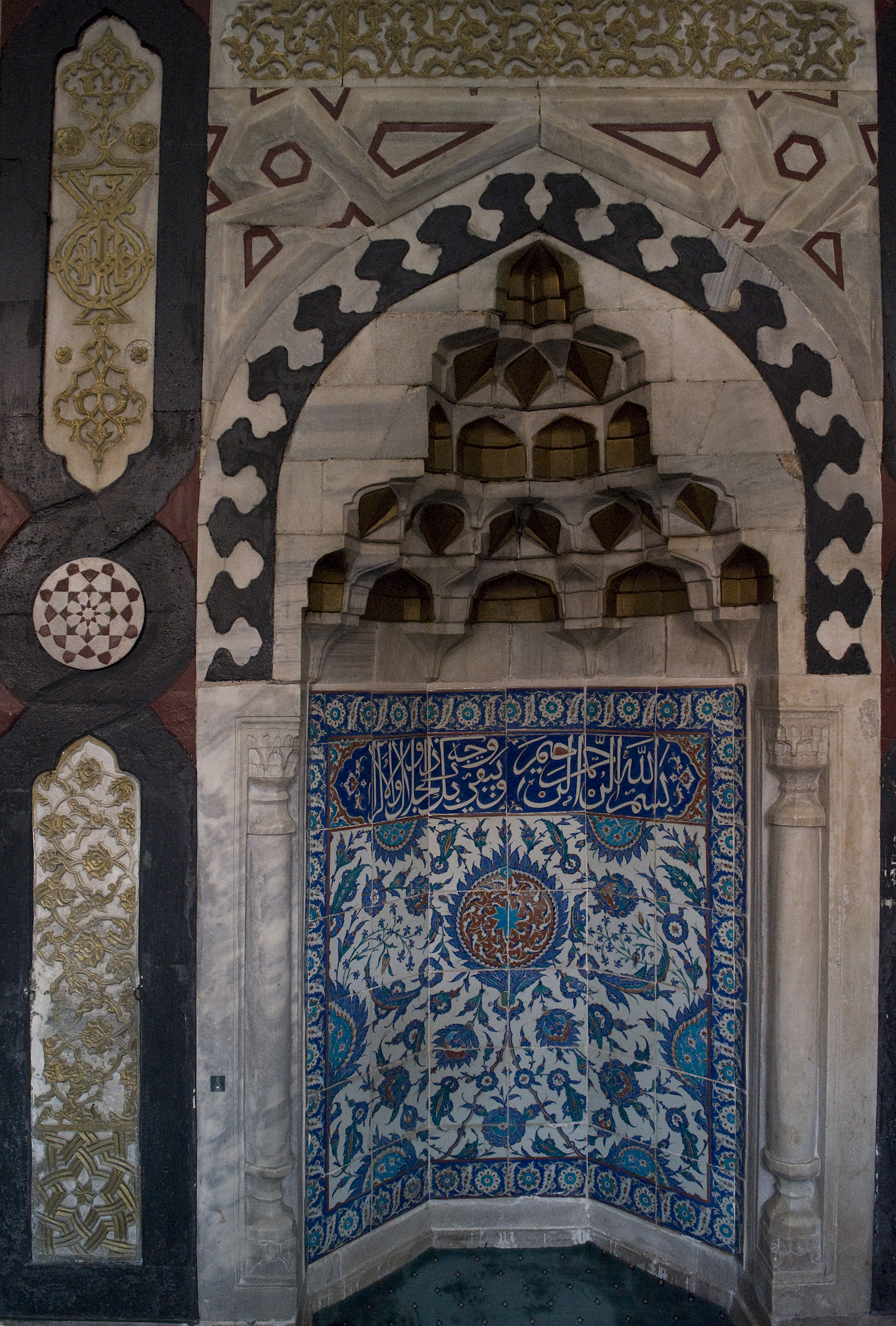
Adana Ulu Camii Sarcophagi
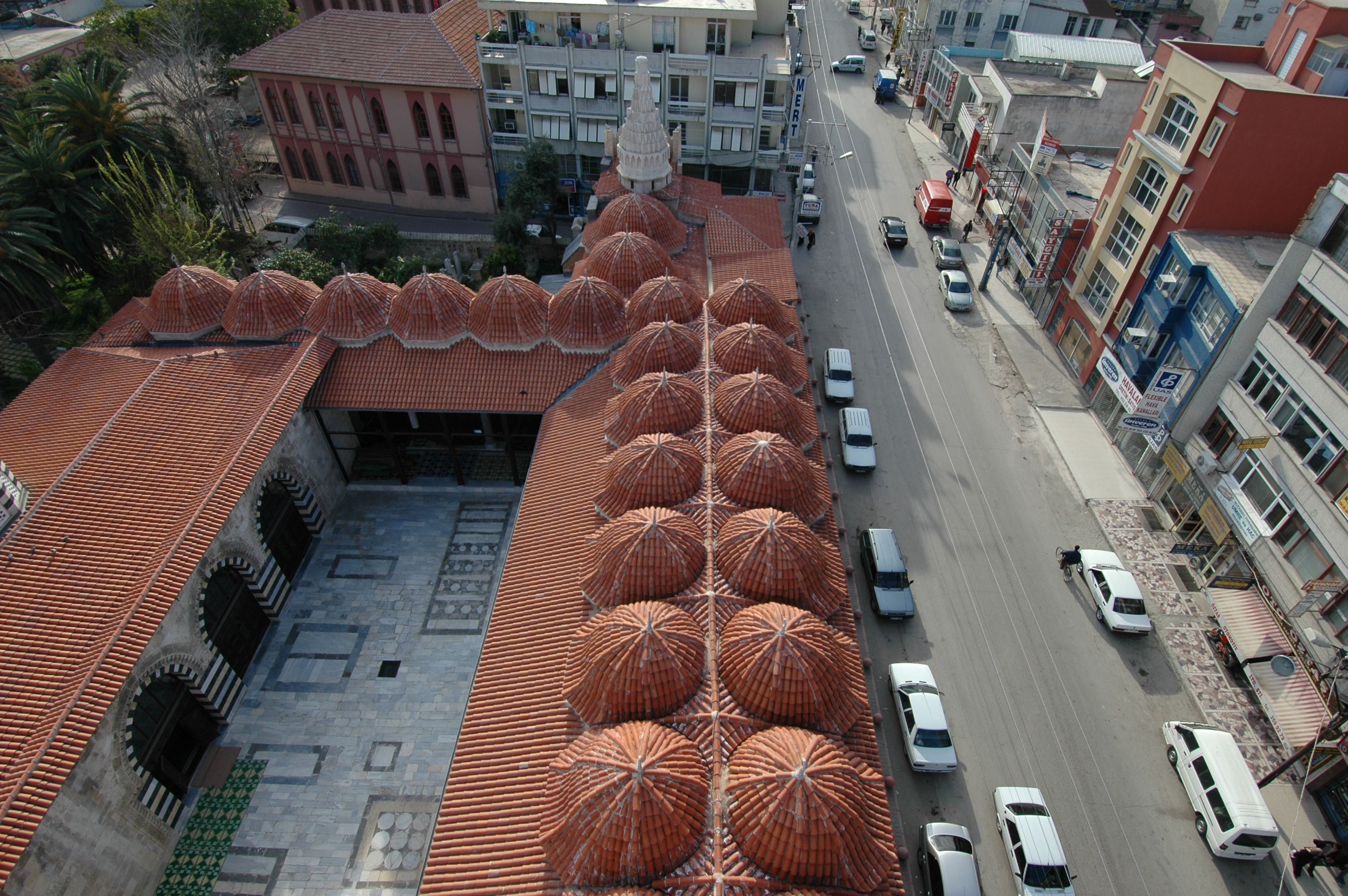
Adana Ulu Camii View from minaret
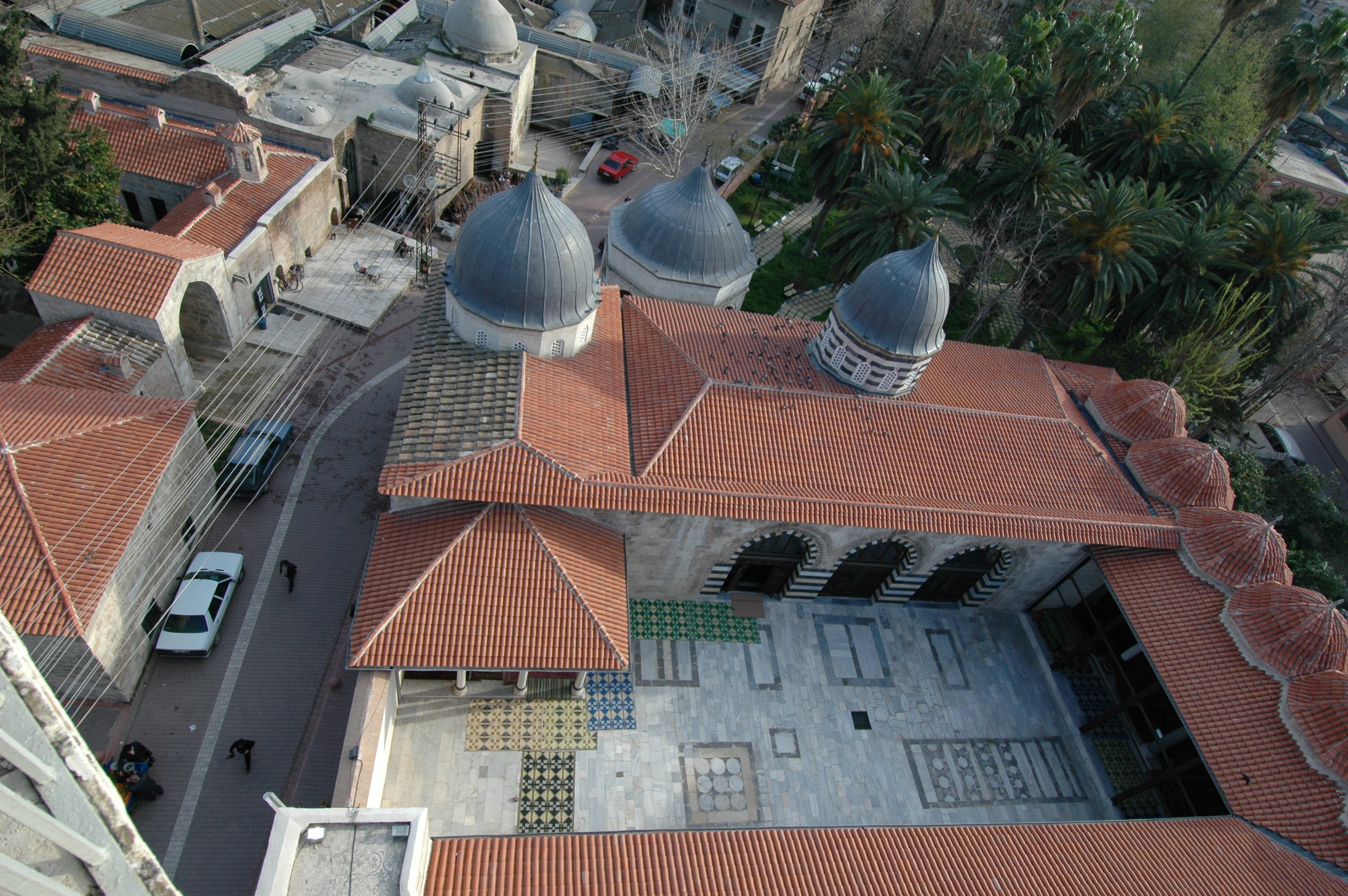
Adana Ulu Camii View from minaret
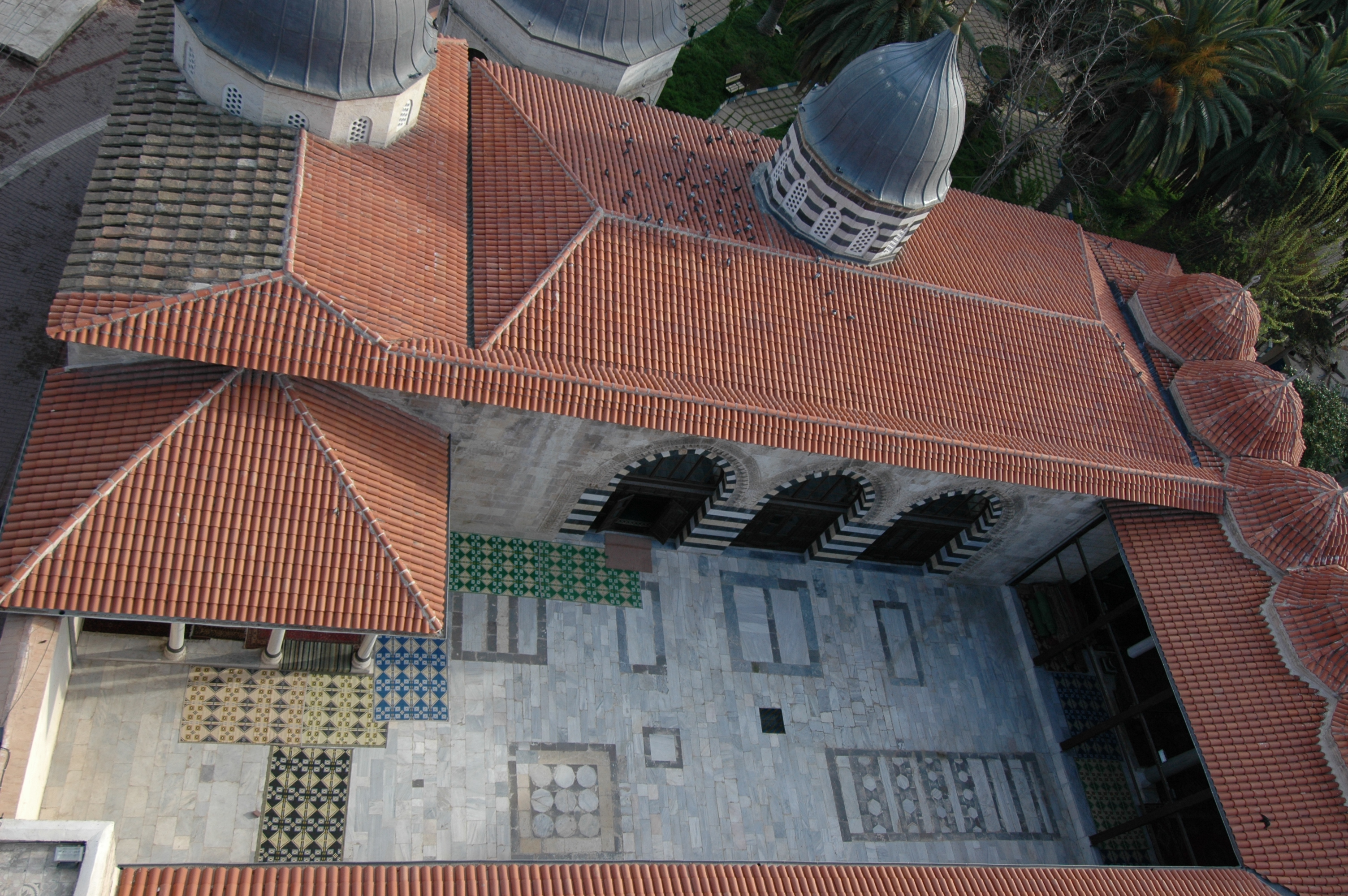
Adana Ulu Camii View from minaret
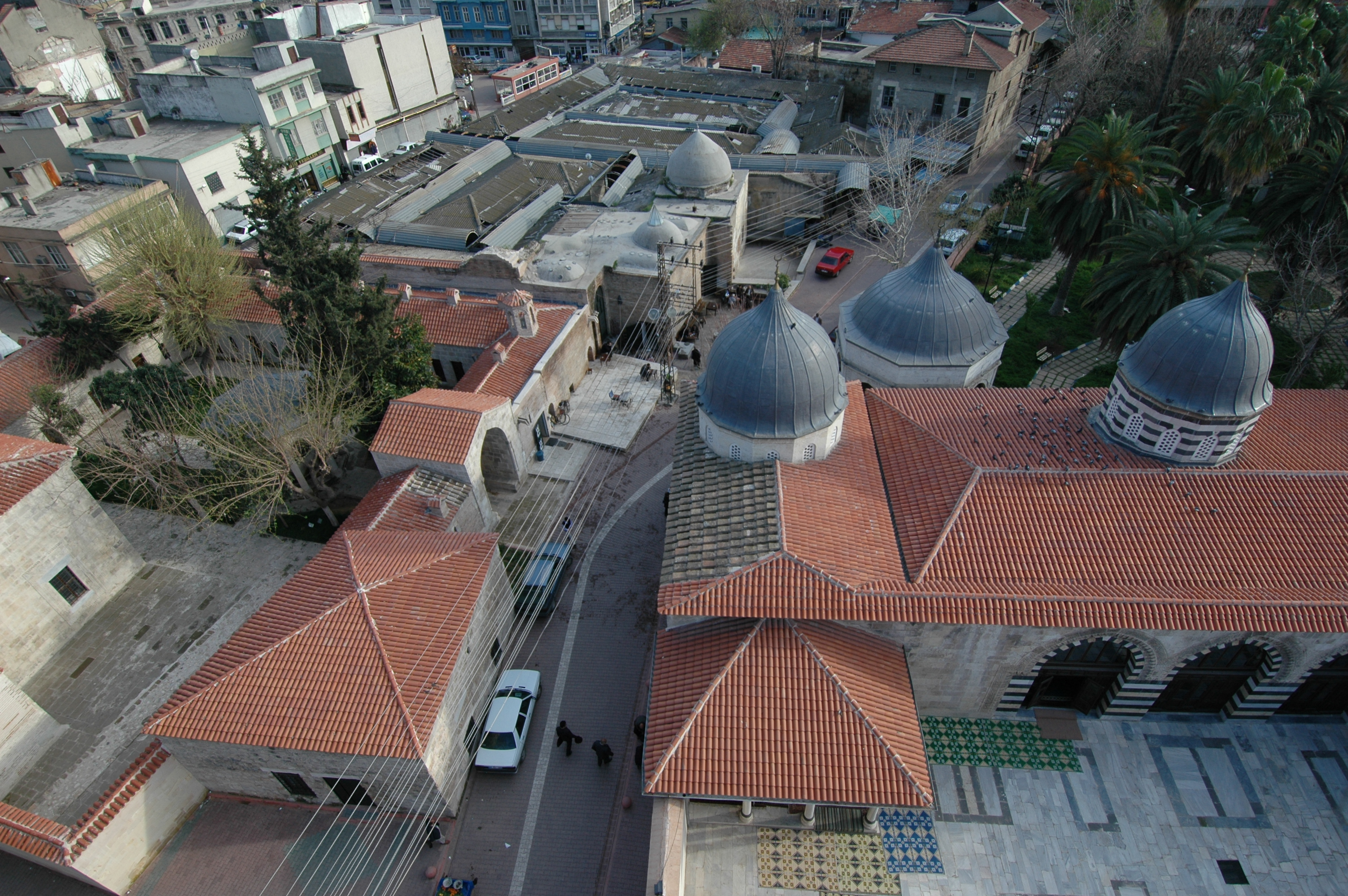
Adana Ulu Camii View from minaret
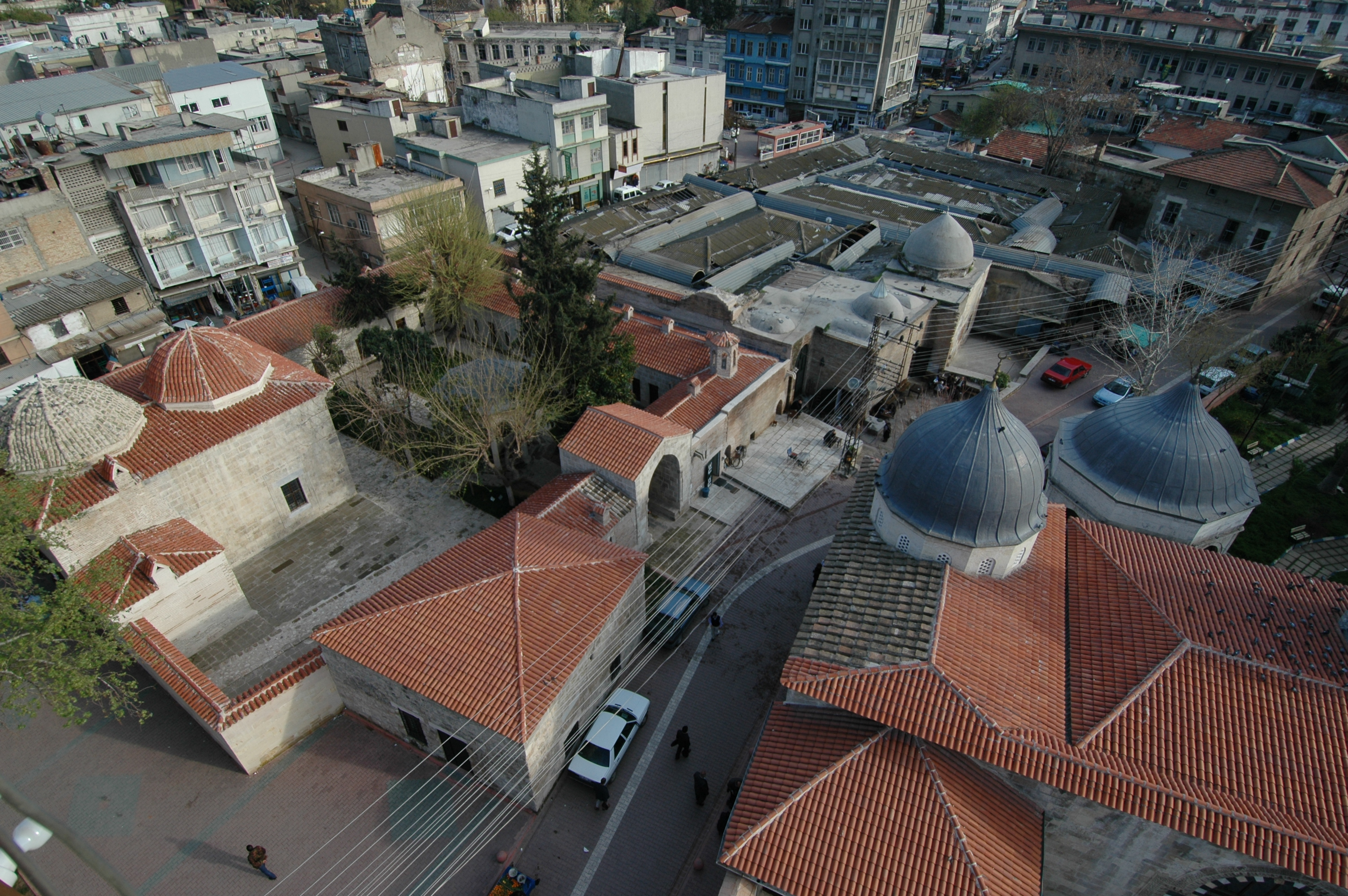
Adana Ulu Camii View from minaret
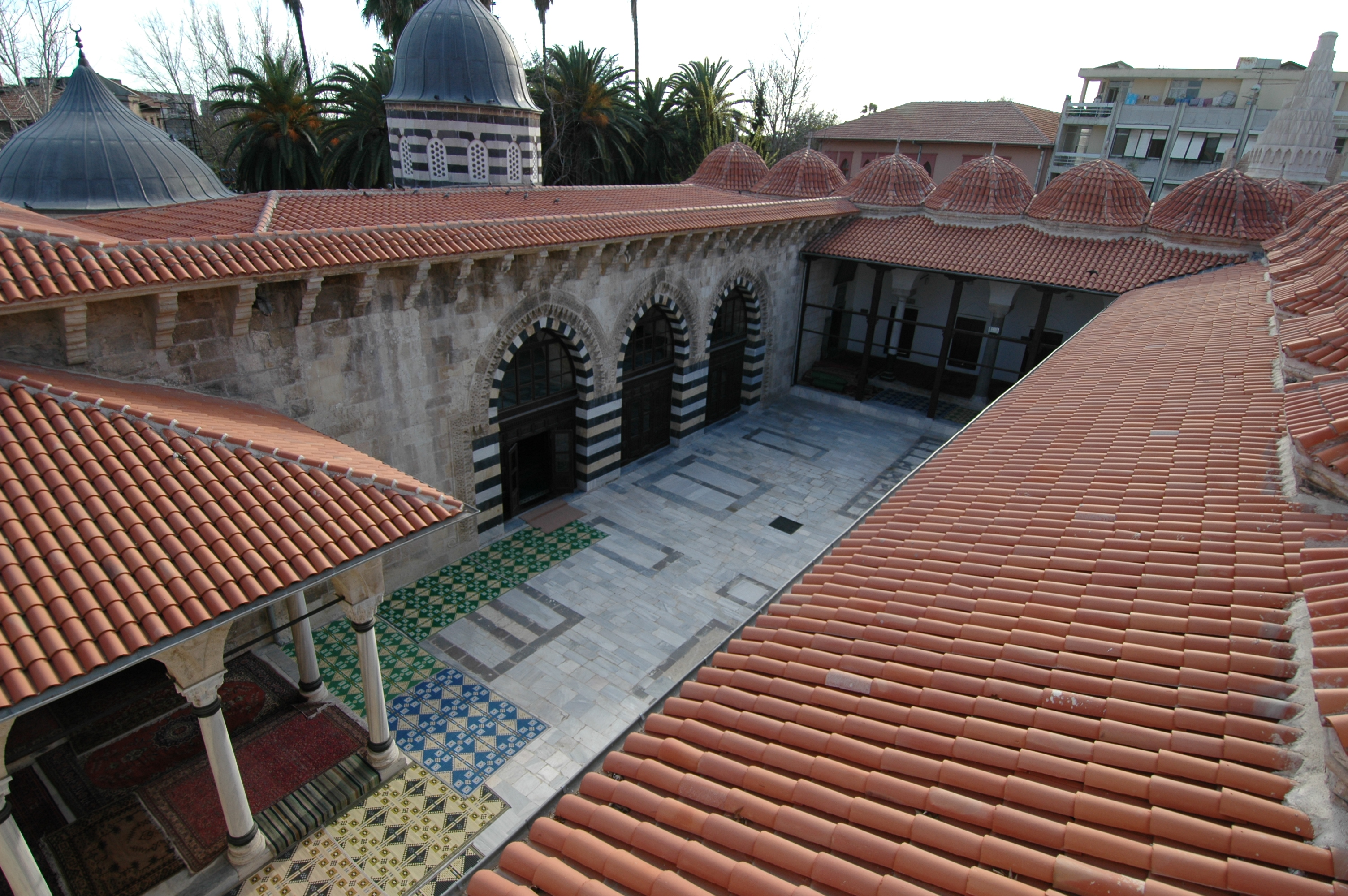
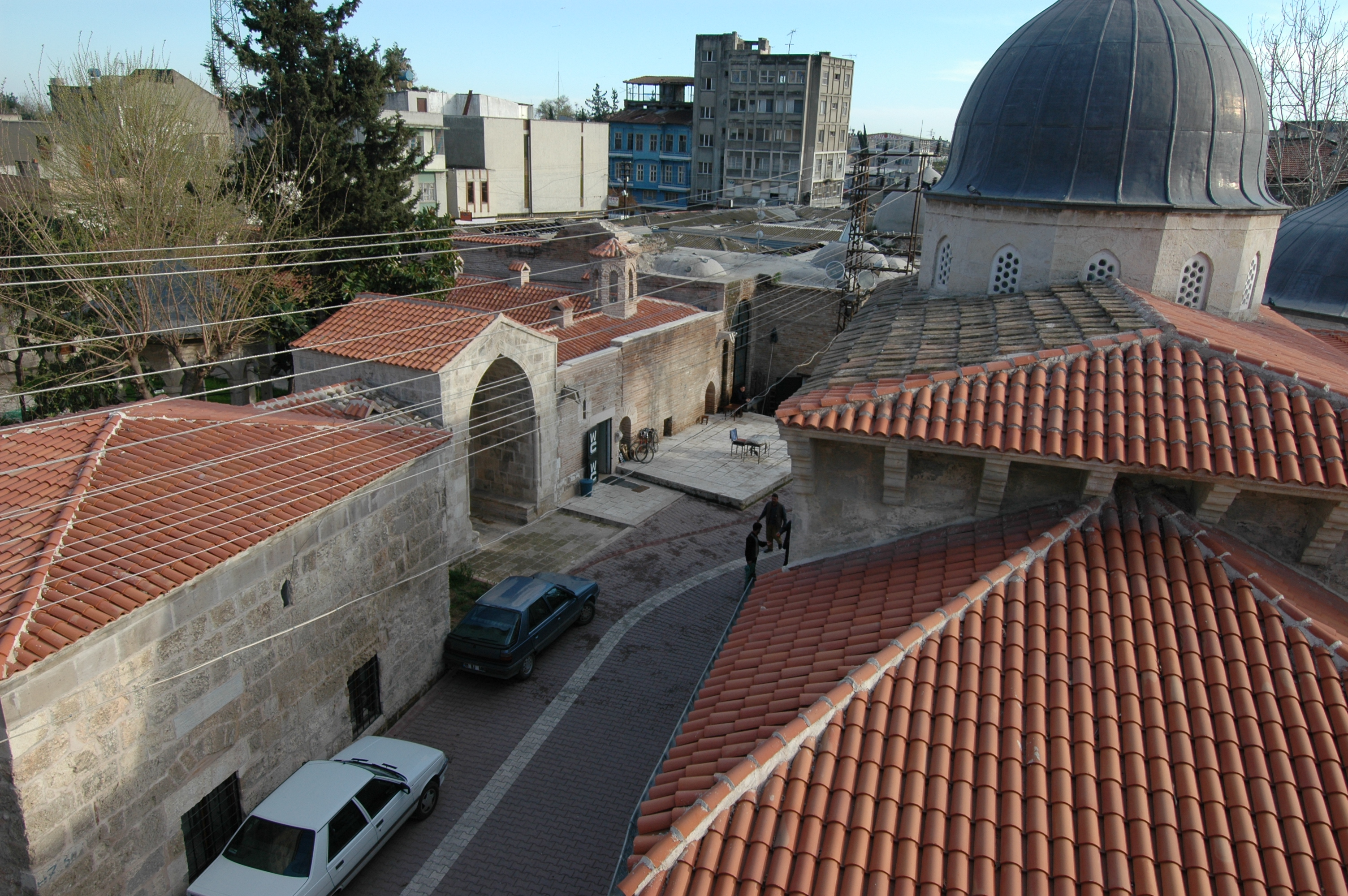
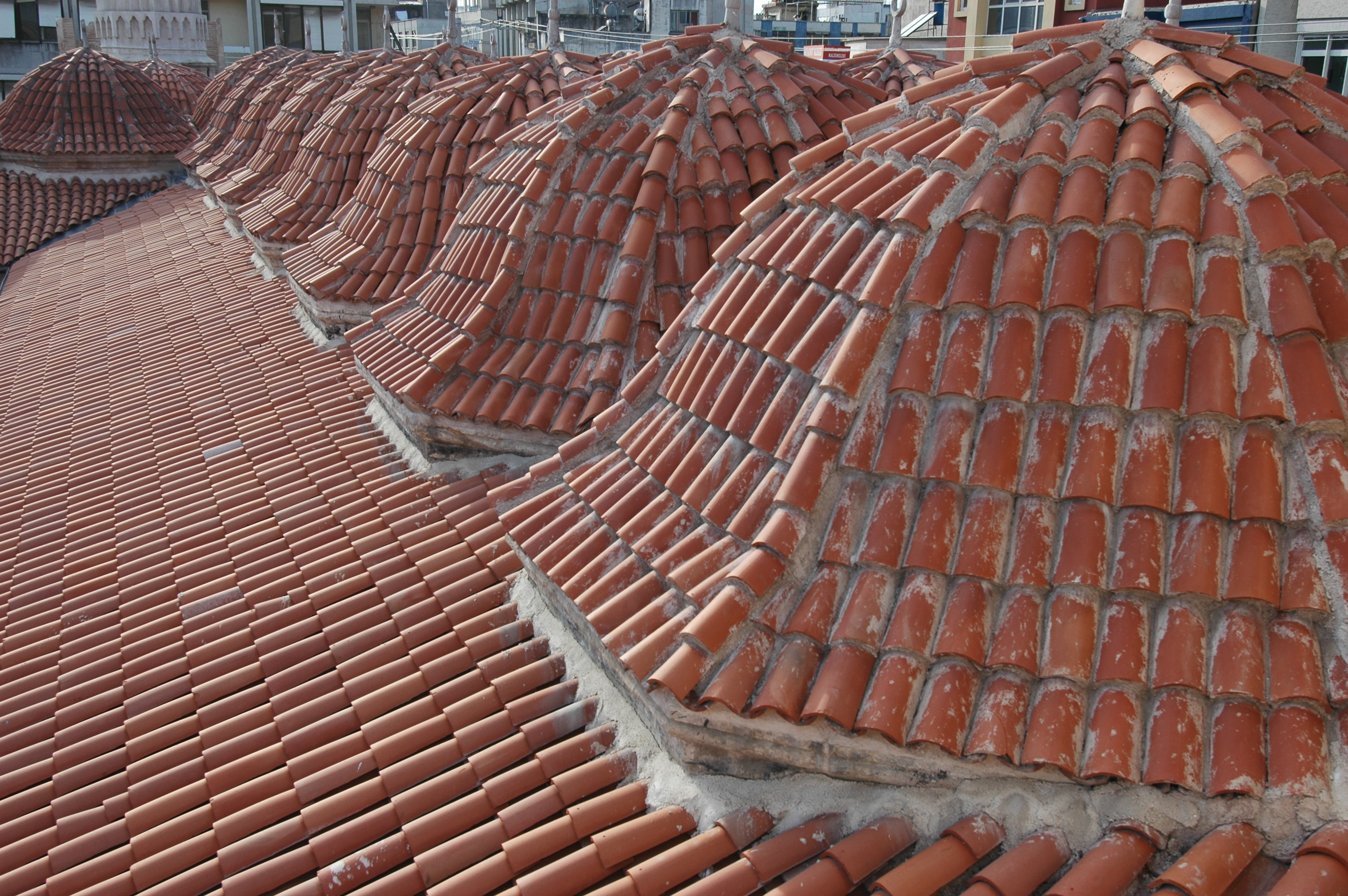